# 3-я гвардейская бомбардировочная авиационная дивизия
3-я гвардейская бомбардировочная авиационная Смоленская орденов Суворова и Кутузова дивизия — воинское соединение вооружённых СССР в Великой Отечественной войне.

## История наименований дивизии
- 204-я бомбардировочная авиационная дивизия (24.05.1942 г.)[1];
- 3-я гвардейская бомбардировочная авиационная дивизия (03.09.1943 г.)[1];
- 3-я гвардейская бомбардировочная авиационная Смоленская дивизия (25.09.1943 г.);
- 3-я гвардейская бомбардировочная авиационная Смоленская ордена Суворова дивизия (25.04.1945 г.);
- 3-я гвардейская бомбардировочная авиационная Смоленская орденов Суворова и Кутузова дивизия (17.05. 1945 г.);
- 3-я гвардейская авиационная транспортная Смоленская орденов Суворова и Кутузова дивизия (27.04.1946 г.)
- 3-я гвардейская военно-транспортная авиационная Смоленская орденов Суворова и Кутузова дивизия (12.10.1955 г.);
- Войсковая часть (Полевая почта) 35733[1].

## История и боевой путь дивизии
Дивизия сформирована к 24 мая 1942 года как 204-я бомбардировочная авиационная дивизия в Кубинке Московской области. В июне 1942 года вошла в состав 1-й воздушной армии Западного фронта и была переименована в 204-ю ближнюю бомбардировочную авиационную дивизию.
За мужество и героизм, проявленные в боях с немецкими захватчиками 204-я бомбардировочная авиационная дивизия Приказом НКО № 265 от 3 сентября 1943 года переименована в 3-ю гвардейскую бомбардировочную авиационную дивизию. 25 сентября 1943 года за отвагу и мужество личного состава при освобождении г. Смоленска получила почетное наименование «Смоленская».
С мая 1944 года дивизия в составе 3-го Белорусского фронта принимает участие в освобождении Белорусской ССР — городов Богушевск, Орша, Витебск, Минск, с августа участвует в освобождение Прибалтики.
В октябре 1944 года дивизия вошла в подчинение 3-й воздушной армии 1-го Прибалтийского фронта и до конца войны вела боевую работу в её составе. С ноября по декабрь 1944 года наносит бомбовые удары в районе Либавы, Приекуле, Салдуса. С января 1945 года участвует в налетах по бомбардировки войск и техники противника в Восточной Пруссии, за умелые действия по овладению городами-крепостями Кёнигсберг и Пиллау и проявленные при этом мужество и героизм дивизия была награждена орденами Кутузова II степени и Суворова II степени.
В мае 1945 года дивизия в составе Ленинградского фронта принимала участие в ликвидации курляндской группировки противника. 7 мая 1945 года дивизию перебросили в Елгаву. Немецкие войска, находившиеся в Курляндии, на ультиматум советского командования не ответили. Тогда началось активное наступление на территорию, занятую врагом. Поддержку с воздуха обеспечивала 3-я гвардейская бомбардировочная авиадивизия, другие авиачасти, переброшенные из Восточной Пруссии. 8 мая 1945 года бомбардировщики дивизии совершают свой последний боевой вылет на Кулдигу.
За весь период боевых действий дивизия участвовала в операциях:
- Духовщинско-Демидовская операция — с 3 сентября 1943 года по 2 октября 1943 года.
- Ельнинско-Дорогобужская операция — с 3 сентября 1943 года по 6 сентября 1943 года.
- Смоленская операция «Суворов» — с 3 сентября 1943 года по 2 октября 1943 года.
- Смоленско-Рославльская операция — с 15 сентября 1943 года по 2 октября 1943 года.
- Белорусская операция «Багратион» — с 23 июня 1944 года по 29 августа 1944 года.
- Витебско-Оршанская операция — с 23 июня 1944 года по 28 июня 1944 года.
- Минская операция — с 29 июня 1944 года по 4 июля 1944 года.
- Вильнюсская операция — с 5 июля 1944 года по 20 июля 1944 года.
- Шяуляйская операция — с 5 июля 1944 года по 31 июля 19444 года.
- Каунасская операция — с 28 июля 1944 года по 28 августа 1944 года.
- Мемельская операция — с 5 октября 1944 года по 22 октября 1944 года.
- Восточно-Прусская наступательная операция — с 13 января 1945 года по 25 апреля 1945 года.
- Инстербургско-Кёнигсбергская операция — с 13 января 1945 года по 27 января 1945 года.
- Кёнигсбергская операция — с 6 апреля 1945 года по 9 апреля 1945 года.
- Земландская операция — с 13 апреля 1945 года по 25 апреля 1945 года.
- Блокада и ликвидация Курляндской группировки — с 5 мая 1945 года по 9 мая 1945 года.

В состав действующей армии дивизия входила с 3 сентября 1943 года по 7 сентября 1944 года и с 23 октября 1944 года по 9 мая 1945 года.

### После войны
В 1946 года на основании директивы ГШ ВС СССР от 04.05.1946 3-я гвардейская бомбардировочная авиационная Смоленская дивизия была расформирована и на базе управления дивизии в г. Полоцке начала формироваться 3-я гвардейская авиационная транспортная Смоленская орденов Суворова и Кутузова дивизия. Закончив формирование к концу года, 3-я гвардейская авиационная транспортная Смоленская дивизия вошла в состав ВДВ. На вооружении полков дивизии стояли самолёты Ли-2. С 1948 года началось переучивание на Ил-12 и планеры Ц-25. В 1949 году управление соединения базировалось в Витебске.
В мае 1956 года части дивизии вышли из состава ТДА ВДВ и вошли в состав ВТА ВВС. В том же году на смену Ли-2 и Ил-12 стали поступать самолёты Ту-4. В июле 1958 года части дивизии первыми в ВТА приступили к освоению новых военно-транспортных самолётов Ан-12, а в 1974-м — Ил-76. В 1971 году 3-я гвардейская военно-транспортная авиационная дивизия награждена вымпелом МО СССР «За мужество и воинскую доблесть». Личный состав дивизии привлекался на все крупные учения, проводимые Министром обороны СССР, выполнял многочисленные задачи, которые ставились перед ВТА.
В результате распада СССР в 1992 году 339-й авиационный ордена Суворова полк, входивший в состав дивизии, был передан в ВВС Республики Беларусь. Штаб дивизии с 1992 года размещался в п. Кречевицы (Новгородской области), а с 1996 года в г. Смоленске. Управление 3-й гвардейской военно-транспортной авиационной Смоленской орденов Суворова и Кутузова дивизии расформировано в 2001 году.

## Состав
- 119-й гвардейский бомбардировочный авиационный Новгородский Краснознамённый ордена Кутузова полк c 24 мая 1942
- 122-й гвардейский бомбардировочный авиационный Гомельский Краснознамённый ордена Суворова полк c 24 мая 1942
- 123-й гвардейский бомбардировочный авиационный Ярцевский Краснознамённый ордена Александра Невского полк с 1 августа 1942

## Подчинение
- С 3 сентября 1943 года по 24 апреля 1944 года — в составе 1-й воздушной армии Западного фронта.
- С 24 апреля 1944 года по 7 сентября 1944 года — в составе 1-й воздушной армии 3-го Белорусского фронта.
- С 7 сентября 1944 года по 23 октября 1944 года — в составе Резерва Верховного Главного Командования.
- С 23 октября 1944 года по 24 февраля 1945 года — в составе 3-й воздушной армии 1-го Прибалтийского Фронта.
- С 24 февраля 1945 года по 3 апреля 1945 года — в составе 3-й воздушной армии Земландской Группы Войск 3-го Белорусского Фронта.
- С 3 апреля 1945 года по 7 мая 1945 года — в составе 3-й воздушной армии 3-го Белорусского фронта.
- С 7 мая 1945 года по 9 мая 1945 года — в составе 3-й воздушной армии Ленинградского фронта.
- С 9 мая 1945 года до окончания войны — в составе 3-й воздушной армии 3-го Белорусского фронта.

## Командование
- полковник Сандалов Владимир Александрович[3] 02.1942 — 20.06.1942
- полковник Ушаков Владимир Алексеевич[3], 20.06.1942 — 21.01.1943 г.
- полковник, гвардии полковник, гвардии генерал-майор авиации (с 04.02.1944 г.) Андреев Сергей Павлович[3], 21.01.1943 г. — 12.1949 г.
- 1949 г. — полковник Бычков Борис Павлович
- 1952 г. — полковник Шалугаев Г. А.
- 1954 г. — генерал-майор авиации Листров Фёдор Михайлович
- 1957 г. — генерал-майор авиации Зайцев, Николай Федотович
- 1973 г. — генерал-майор авиации Грачёв Виталий Алексеевич
- 1978 г. — генерал-майор авиации Обидин Геннадий Степанович
- 1983 г. — генерал-майор авиации Трапезников Виктор Константинович Архивная копия от 6 марта 2018 на Wayback Machine
- 1986 г. — генерал-майор авиации Акимов Владимир Геннадиевич
- 2000 г. — генерал-майор авиации Ерофеев Виктор Егорович

## Награды и наименования
| Награда                            | Дата                  | За что получена                                                                                                   |
| ---------------------------------- | --------------------- | --- |
| «Гвардейская»                      | 3 сентября 1943 года  | За проявленные в боях мужество и высокое лётное мастерство, организованность и героизм                            |
| почётное наименование «Смоленская» | 25 сентября 1943 года | за отвагу и мужество личного состава при освобождении г. Смоленска                                                |
| Орден Суворова II степени          | 25.04.1945            | За умелые действия по овладению городами-крепостями Кёнигсберг и Пиллау и проявленные при этом мужество и героизм |
| Орден Кутузова II степени          | 17 мая 1945 года      | За умелые действия по овладению городами-крепостями Кёнигсберг и Пиллау и проявленные при этом мужество и героизм |

Награды полков:
- Указом Президиума Верховного Совета СССР 119-й Гвардейский «Новгородский» бомбардировочный авиационный полк награждён орденом Красного Знамени.
- Указом Президиума Верховного Совета СССР 123-й гвардейский «Ярцевский» бомбардировочный авиационный полк награждён орденом Красного Знамени.
- Указом Президиума Верховного Совета СССР 123-й гвардейский «Ярцевский» бомбардировочный авиационный полк награждён орденом Александра Невского.
- Указом Президиума Верховного Совета СССР от 10 июня 1944 года 122-й гвардейский «Гомельский» бомбардировочный авиационный полк награждён орденом Красного Знамени.
- Указом Президиума Верховного Совета СССР 119-й гвардейский «Новгородский» Краснознамённый бомбардировочный авиационный полк награждён орденом Кутузова III степени.
- Указом Президиума Верховного Совета СССР 122-й гвардейский «Гомельский» Краснознамённый бомбардировочный авиационный полк награждён орденом Суворова III степени.

Объявлены благодарности:
- Приказом ВГК № 25 от 25 сентября 1943 года за освобождение городов Смоленск и Рославль.
- Приказом ВГК № 74 от 13 февраля 1944 года за освобождение города Луга.
- Приказом ВГК № 112 от 11 июня 1944 года за прорыв обороны финнов на Карельском перешейке.
- Приказом ВГК № 113 от 21 июня 1944 года за прорыв линии Маннергейма и овладение городом и крепостью Выборг.
- Приказом ВГК № 126 от 1 июля 1944 года за форсирование реки Березина и за овладение городом Борисов.
- Приказом ВГК № 128 от 3 июля 1944 года за овладение городом Минск.
- Приказом ВГК № 136 от 13 июля 1944 года за овладение городом Вильнюс.
- Приказом ВГК № 149 от 26 июля 1944 года за овладение городом и крепостью Нарва.
- Приказом ВГК № 161 от 1 августа 2014 года за овладение городом и крепостью Каунас (Ковно).
- Приказом ВГК № 190 от 20 сентября 1944 года за прорыв обороны противника севернее города Тарту.
- Приказом ВГК № 191 от 22 сентября 1944 года за овладение городом Таллин.
- Приказом ВГК № 192 от 23 сентября 1944 года за овладение городом Пярну (Пернов).
- Приказом ВГК № 231 от 19 января 1945 года за овладение укрепленными городами Пилькаллен, Рагнит и сильными опорными пунктами обороны немцев Шилленен, Лазденен, Куссен, Науйенингкен, Ленгветен, Краупишкен, Бракупенен.
- Приказом ВГК № 240 от 22 января 1945 года за овладение городом Инстербург.
- Приказом ВГК № 317 от 29 марта 1945 года за разгром группы немецких войск юго-западнее Кёнигсберга.
- Приказом ВГК № 343 от 25 апреля 1945 года за овладение городом и крепостью Пиллау.

## Отличившиеся воины
- Судаков, Владимир Константинович, гвардии капитан, помощник по Воздушно-Стрелковой Службе командира 122-го гвардейского бомбардировочного авиационного полка. Золотая Звезда № 6947.
- Медведев, Александр Николаевич, гвардии майор, штурман 122-го гвардейского бомбардировочного авиационного полка. Золотая Звезда № 8001.